# Buchenavia callistachya
Buchenavia callistachya là một loài thực vật có hoa trong họ Trâm bầu. Loài này được Ducke mô tả khoa học đầu tiên năm 1935.